# Данаил Мойсов
Данаил Мойсов (Моисеев) – Тресонски е български резбар от Българското възраждане, представител на Дебърската художествена школа.

## Биография
Роден е в дебърското мияшко село Тресонче и принадлежи към резбарския род Даниловци. Заселва се в зряла възраст в Казанлък. Работи със сина си Мойсо Данаилов по църквите в Стара Загора, Сливен и други места. Автор е на иконостаса в катедралния храм „Свети Йоан Предтеча“ в Казанлък. Участва заедно с другите дебрани Козма, Захари и Йосиф в изграждането на църквата при Девическия манастир „Въведение Богородично“ в Казанлък.
Синът му Нестор Данаилов е просветен деец, а синът му Рафаил Данаилов Мойсеев е участник в Сръбско-българската война.